# Thomas Beaufort, hertug af Exeter
Thomas Beaufort, hertug af Exeter KG (ca. januar 1377 – 31. december 1426) var en engelsk militærleder under Hundredårskrigen og kortvarigt Englands Lord Chancellor. Han var den tredje blandt de fire børn født af Johan af Gent, hertug af Lancaster, og hans elskerinde Katherine Swynford. For at overvinde deres problematiske herkomst blev hans forældre gift i 1396, og han og hans søskende blev legitimeret ved to separate lejligheder, i 1390 og igen i 1397. Han giftede sig med datteren til Sir Thomas Neville (død 1387) af Hornby, Margaret Neville (født ca. 1384), der fødte ham en søn, Henry Beaufort. Barnet døde dog som ung.

## Under Henrik 4.
Efter sin halvbror Henrik 4.'s tronbestigelse blev Beaufort slået til ridder af Hosebåndsordenen. I de følgende år holdt han forskellige militære embeder: Konstabel af Ludlow (1402), Admiral of the North (1403), kaptajn i Calais (1407), og Admiral of the North and West (1408-1413). Hans mest betydningsfulde handling i løbet af dette årti var at lede styrkerne mod det nordlige oprør i 1405.
Han blev Englands chancellor den 31. januar 1410, et embede, han beholdt indtil 5. januar 1412 i en periode, hvor kong Henrik havde problemer med gejstligheden, og vendte derefter tilbage til militære anliggender. Senere i 1412 blev han ophøjet til jarl af Dorset.

## Under Henrik 5.
Ved Henrik 5.'s tronbestigelse blev Beaufort udnævnt til kongens stedfortræder i Aquitanien (1413) og derefter kaptajn i Harfleur (1415). Han tilbragte de næste år i Normandiet som kongens stedfortræder i Normandiet (1416). Han blev ophøjet til hertug af Exeter i 1416.
Beaufort var tilbage i England i 1417, mens kongen var i Normandiet, men måtte håndtere problemer i Skotland. I 1418 drog han tilbage til Normandiet med en stor styrke og deltog i belejringerne af Évreux, Ivry og Rouen. Efter Rouens fald i 1419 var han kaptajn i byen og erobrede flere af de mindre normanniske byer. Endelig, i 1419, indtog han den store fæstning Château Gaillard, midtvejs mellem Rouen og Paris, efter en seks måneder lang belejring.
I løbet af denne tid førte Henrik 5. en politik om at skabe normanniske titler til sine aristokrater, således blev Beaufort ophøjet til greve af Harcourt i 1418.
I 1420 hjalp Beaufort i at forhandle Troyestraktaten. Det næste år blev han taget til fange i Slaget ved Baugé, hvor hans nevø Thomas af Lancaster, 1. hertug af Clarence, blev dræbt.
Beaufort var en af eksekutorerne af Henrik 5.'s testamente og vendte derfor tilbage til England i 1422. Han sad i regeringsrådet under den spæde kong Henrik 5., dog er det sandsynligvis at han tilbragte nogen tid i Frankrig.
Karakteren Exeter i Shakespeares skuespil Henrik den Femte er baseret på Beaufort, skønt Beaufort faktisk ikke blev ophøjet til hertug af Exeter før efter Slaget ved Agincourt. I 1415 blev han jarl af Dorset.
Han døde den 31. december 1426. Den 27. december 1426 eller 1. januar 1427 er blevet foreslået som alternative datoer.